# Diables de Terrassa

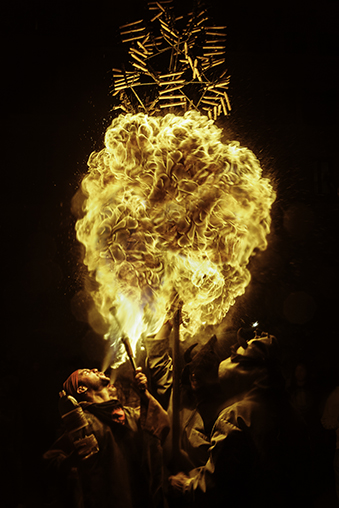
Ceptrot de Llucifer encès per piskuners

Els Diables de Terrassa és un grup de diables, de cultura popular i tradicional catalana format a Terrassa el 1981, amb un vestuari pintat per Floreal Soriguera. La seva primera actuació va ser al Raval de Montserrat juntament amb el Drac de Terrassa, a partir d'aquell moment li va quedar el nom de Raval Infernal.
Ha estat la primera colla en gravar un correfoc amb la modalitat de vídeo 360 graus. Han apadrinant colles com la Pàjara de Terrassa, Diables de la Maurina entre d'altres i a les seves actuacions principals sempre realitzen els populars versots satírics. Tenen 5 ceptrots (forques grans), els quals són forques que representen a un personatge de l'infern, aquests són Llucifer, el senyor de l'infern, una de les forques més grans de Catalunya, té una capacitat de 205 carretilles. Les seves principals actuacions són l'Enterrament de la Sardina, el Raval infernal, el correbars de Carnestoltes, el correfoc de Festa Major i les diades de la colla.També han actuat fora de Catalunya com a Sestao i a Formentera, entre d'altres.